# Гоч
Планина Гоч  је нижа планина у Србији, јужно од Западне Мораве изнад Врњачке Бање. Налази се у склопу севернокопаоничких планина и удаљен је 200 km од Београда и 31 km од Краљева.
Пружа се у правцу исток-запад око 10 km. Највиши врх је Љуктен 1216 m. Највиши део је састављен од кристаластих шкриљаца, а са стране знатним делом и од серпентина. На Гочу је извориште многих потока и речица које отичу према Западној Морави на северу и Расини на југу.
Гоч је приступачан са разних страна, али два главна пута воде према њему: од Краљева преко Каменице до врха Добре воде и од Врњачке Бање до Станишинаца. Површина Гоча обрасла је буковом и јеловом шумом, а заступљени су и гочки црни бор, храст китњак, племенити лишћари и четинарске егзоте.
Гоч обилује шумским јагодама и разноврсним лековитим биљем. Површине Гоча дају богату медоносну испашу за пчеле, а на месту Гвоздац налази се вештачко језеро Селиште.
На Гочу се налази и Римско гробље, место где су сахрањивани Саси, рудари који су овде вадили руду и топили гвожђе у време Немањића.

## Туризам
У туристичком центру Добре воде, поред истоименог хотела, налазе се две ски-стазе дужине 300 m за почетнике и децу, са два ски лифта. На 150 м од хотела налази се жичара дужине 1.150 m и ски-стазом дужине 1.400 m. Горњи део ове стазе, чија је висинска разлика 350 m, благог је нагиба и погодна је за почетнике, док је доњи део стрмији и на њему скијају скијаши рекреативци.
Постоји пет обележених стаза за смучарско трчање, различите дужине и нагиба а такође и мања, 30-метарска скакаоница.
Поред хотела Бели извор, који се налази на делу планине са стране Врњачке Бање, налазе се терени за мале спортове, стазе за шетњу и трчање, а ту су и две ски-стазе дужине од 500 m, за почетнике.

## Планинарство
На подручју планине Гоч делују два планинарска друштва и то ПСД Љуктен из Трстеника које носи име по највишем врху Гоча Љуктену као и планинарско друштво Гоч из Врњачке Бање које је основано 2007. године. Ова друштва. а пре свега ПСД Љуктен, поред осталог баве се обележавањем пешачких стаза тако да је највећи део ове планине добро обележен планинарским маркацијама које олакшавају кретање љубитељима природе по овој планини.

## Галерија
- Пут кроз листопадну шуму на Гочу
- Панорамски поглед са врха Гоча зими
- Викендица у близини зимзелене шуме зими
- Зимзелена шума зими
- Језеро Селиште у јесен
- Језеро Селиште лети